# The Attractions
I The Attractions sono stati un gruppo musicale inglese fondato da Elvis Costello, che ha fatto da supporto al cantautore nel periodo 1978-1986 e poi nuovamente tra il 1994 ed il 1996.
Il gruppo era formato da Steve Nieve (tastiere), Bruce Thomas (basso) e Pete Thomas (batteria). Nel 1980 hanno pubblicato un album senza Costello.
Con Elvis Costello sono stati inseriti nel 2003 nella Rock and Roll Hall of Fame.

## Formazione
- Steve Nieve (nato Steven Nason il 19 febbraio 1958 a Londra) - tastiere
- Bruce Thomas (nato il 14 agosto 1948 a Stockton-on-Tees) - basso
- Pete Thomas (nato il 9 agosto 1945 a Sheffield) - batteria

## Discografia
Per gli album pubblicati con Elvis Costello, si rimanda alla voce Discografia di Elvis Costello

### Album
- 1980 - Mad About the Wrong Boy